# تامی (آلبوم)
تامی (به انگلیسی: Tommy) چهارمین آلبوم گروه انگلیسی د هو است. این آلبوم توسط پیت تاونزند گيتاریست و ترانه سرا اصلی این گروه ساخته و نوشته شد. همچنین این آلبوم از بهترین آلبوم های اپرا راک تاریخ به حساب می‌آید.
این آلبوم، با فروش ٢٠ میلیون نسخه ، یک گواهینامه طلا و دو گواهینامه پلاتین، پرفروش ترین آلبوم د هو و یکی از پرفروش ترین آلبوم های تاریخ موسیقی بریتانیا به حساب می آید.
این آلبوم برنده جایزه گرمی نیز شده است.

## ماجرا آلبوم
این آلبوم داستان و ماجرا تامی واکر، یک شخصیت خیالی که توسط پیت تاونزند خلق شده است را روایت می‌کند. 
پدر تامی، فرمانده ارتش بریتانیا است که در یک عملیات مفقود الاثر می‌شود و خانواده او فکر می‌کنند که او مرده(پیش درآمد). همسرش، که باردار بوده، تامی واکر، فرزند آن فرمانده را به دنیا می‌آورد(او یک پسر است). سالها بعد فرمانده برمی‌گردد و خانواده او متوجه می‌شود که اون زنده است. همسرش، دوباره ازدواج کرده و در یک درگیری فرمانده شوهر همسرش را می‌کشد و مادر تامی با فرزندش صحبت می‌کند و او را متقاعد می‌کند که هیچ چیز ندیده و نشنیده است. و به این ترتیب او کر، لال و کور می‌شود(١٩٢١). حال تامی مشکل روانی پیدا می‌کند(سفر شگفت انگیز/جرقه ها). دست فروشی به داستان اضافه می‌شود و ادعا می‌کند که می‌تواند تامی را درمان کند(دست فروش). والدین او، از او قطع امید کرده اند و می‌گویند او دیگر نمی‌تواند به دینی اعتقاد داشته باشد(کریسمس). والدین تامی، اورا با  یک بیمار جنسی تنها می‌گذارن(پسر عمو کوین). تامی توسط عمویش مورد آزار جنسی قرار می‌گیرد(ور رفتن). همسر معتاد دست فروش، تامی را با مواد مخدر آشنا می‌کند(ملکه اسید). تامی با مصرف مواد، می‌تواند ارتعاشات را حس کند. تامی کم کم داره بزرگتر می‌شود و به یک بازیکن حرفه ای پینبال تبدیل می‌شود(جادوگر پینبال). والدین تامی او را پیش یک دکتر می‌برند و دکتر تشخیص می‌دهد تامی درگیر بیماری های روحی است نه جسمی(یک دکتر هست). دکتر به تامی می‌گوید به سمت آینه برو(برو سمت آینه). تامی پس از آن، کل وقت خودش را پای آینه و نگاه کردن به خود می‌گذراند و این کار موجب آزار مادر او می‌شود و مادرش از شدت عصبانیت، آینه را می‌شکند(آینه را بشکن). این اتفاق باعث برگشت ادراک به تامی می‌شود و او احساس می‌کند باید به یک رهبر قدرتمند تبدیل بشود(احساس). او جنبشی مذهبی را شروع می‌کند(من آزادم). و طرفدارانی پیدا می‌کند(سالی سیمپسون). و تعطيلات آخر هفته آن ها را پر می‌کند(کمپ تعطیلاتی تامی). پس از مدتی، پیروان او، از او پیروی نمی‌کنند و اورا رد می‌کنند(ما نمی‌خوایم بپذیریم). تامی دوباره افسرده می‌شود(منو ببین). 